# Скелтон, Софи
Софи́ Алекса́ндра Ске́лтон (англ. Sophie Alexandra Skelton, род. 7 марта 1994, Вудфорд, Большой Манчестер) — английская актриса. Наиболее известна по роли Брианны Рэндалл Фрейзер в телесериале «Чужестранка».

## Биография
Софи Скелтон родилась и выросла в Вудфорде, Большой Манчестер, в семье Саймона и Рут Скелтон. У неё есть старшие братья Сэм и Роджер. Скелтон с детства профессионально занималась балетом, однако в 15 лет её заметил агент и она решила посвятить себя актёрской профессии.
Скелтон дебютировала на телевидении в телесериале «Последствия» в 2012 году. После нескольких гостевых ролей на телевидении, в январе 2016 года Скелтон получила роль Брианны, дочери главных героев, в американском телесериале «Чужестранка».

## Фильмография
| Год          |     | Русское название           | Оригинальное название      | Роль                            |
| ------------ | --- | -------------------------- | -------------------------- | ------------------------------- |
| 2012         | с   | Последствия                | DCI Banks                  | Бекка Смит                      |
| 2013         | с   |                            | The Dumping Ground         | Эсме Васкес-Джонс               |
| 2013         | с   | Врачи                      | Doctors                    | Ясмин Кэриш                     |
| 2013—2014    | с   | Улица Ватерлоо             | Waterloo Road              | Ева Бостон                      |
| 2014         | ф   |                            | The War I Knew             | Маргарет                        |
| 2015         | с   | Врачи                      | Doctors                    | Эллен Синглтон                  |
| 2015         | с   | Война Фойла                | Foyle's War                | студентка Джейн                 |
| 2015         | с   |                            | So Awkward                 | София Мэттьюс                   |
| 2015         | с   | Катастрофа                 | Casualty                   | Джемма Холт                     |
| 2016         | с   | Рен                        | Ren                        | Рен                             |
| 2016         | кор |                            | Blackbird                  | Роуз                            |
| 2016 — н. в. | с   | Чужестранка                | Outlander                  | Брианна «Бри» Рэндалл / Фрейзер |
| 2017         | ф   | Сын другой матери          | Another Mother's Son       | Джесс                           |
| 2017         | ф   | День мертвецов: Злая кровь | Day of the Dead: Bloodline | Зои Паркер                      |
| 2017         | ф   | Ограбление: Код 211        | #211                       | Лиза Макэвой                    |
| 2023         | мс  | Кастлвания: Ноктюрн        | Castlevania: Nocturne      | Джулия Белмонт                  |